# Tha Hall of Game
The Hall of Game är det fjärde studioalbumet av rapparen E-40.

## Låtlista
1. Record Haters
2. Rappers' Ball (feat. Too Short & K-Ci)
3. Growing Up (feat. Lil E)
4. Million Dollar Spot (feat. 2Pac, B-Legit & Marcus "Emgee" Gore)
5. Mack Minister (Mack Minister)
6. I Wanna Thank You (feat. Suga T)
7. The Story (feat. Ephraim Galloway)
8. My Drinking Club (feat. Young Mugzi, Levitti & Roniece Levias)
9. Ring It (feat. Spice 1, Keak da Sneak & Harm)
10. Pimp Talk (Mike Tha Shiek)
11. Keep Pimpin' (feat. Eboni Foster & D-Shot)
12. I Like What You Do To Me (feat. B-Legit & Steve Scales)
13. Things'll Never Change (feat. Bo Roc of The Dove Shack)
14. Circumstances (feat. Luniz, Cold 187um, Kokane, Celly Cel, T-Pup & Mike Tha Sheik)
15. It Is What It Is
16. Smebbin'

### Censurerad version
1. Record Haters
2. Rappers' Ball (feat. Too Short & K-Ci)
3. Growing Up (feat. Lil E)
4. Million Dollar Spot (feat. 2Pac, B-Legit & Marcus "Emgee" Gore)
5. I Wanna Thank You (feat. Suga T)
6. The Story (feat. Ephriam/Ephraim(?) Galloway)
7. My Drinking Club (feat. Young Mugzi, Levitti & Roniece Levias)
8. Ring It (feat. Spice 1, Keak Da Sneak & Harm)
9. I Like What You Do To Me (feat. B-Legit & Steve Scales)
10. Things'll Never Change (feat. Bo Roc of The Dove Shack)
11. It Is What It Is
12. Captain Save A Hoe (Remix) (feat. The Click & Captain Save'm)
13. Practice Lookin' Hard
14. Outsmart The Po-Po's (feat. B-Legit)